# Desodorización

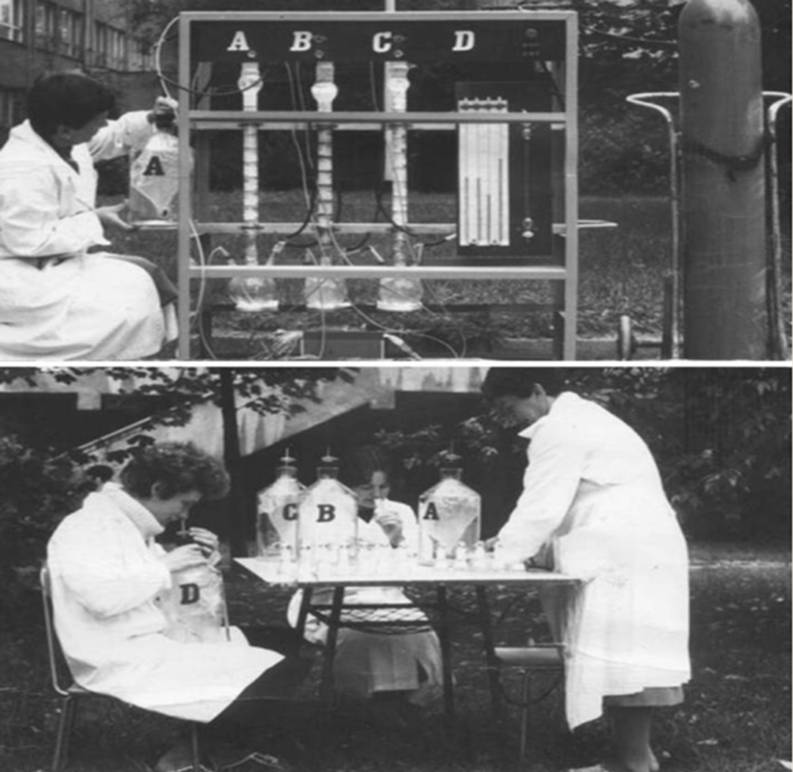
Un conjunto de columnas de absorción de espuma durante pruebas de desodorización de gases de una planta de harina de pescado.

Se denomina desodorización a los procesos que eliminan de una corriente gaseosa los compuestos que provocan los malos olores. A menudo se trata de mezclas de sustancias liberadas en procesos de descomposición anaeróbica como el sulfhídrico, los mercaptanos, el amoníaco, las aminas o diversos compuestos orgánicos volátiles.

## Desodorización industrial
Según la naturaleza y la concentración de los contaminantes además de las condiciones generales del flujo a tratar como su temperatura, la concentración de oxígeno, la humedad relativa etc. se han desarrollado diversos procesos para retener o descomponer los compuestos presentes ya que las quejas por malos olores están entre las quejas medioambientales más frecuentes. Los procesos más conocidos de desodorización son:
- la absorción a carbón activo. En este proceso los contaminantes se adsorben a la superficie interna del carbón activo y son retenidos aquí.
- el lavado químico con sustancias que reaccionan con los contaminantes para transformarlos en productos que ya no molestan o que se retienen en el agua de lavado. En algunos casos se utiliza ozono O3 como reactivo que se genera in situ por descarga eléctrica coronar.
- los biofiltros donde los contaminantes sirven de alimento para unos microorganismos que los transforman en productos no nocivos y que no producen molestias.
- la combustión (a veces catalítica) donde los contaminantes son quemados a elevadas temperaturas. Generalmente se requiere un aporte de combustible importante para alcanzar las temperaturas deseadas.

Algunas zonas problemáticas por ejemplo aguas negras estancadas permiten tratamientos de las propias fuentes. Existen métodos preventivos por aireación, aporte de oxígeno elemental, nitrato (a menudo nitrato cálcico), por oxigenación/desinfección por ejemplo con hipoclorito o por precipitación por ejemplo con cloruro férrico. En algunos casos se intenta enmascarar los hedores con perfumes u otras sustancias que pueden alterar la percepción sensorial. Ya que el olor es a menudo una señal de alarma que pone en aviso frente a la presencia de una sustancia nociva, esta técnica hay que tratarla como poco con cautela.

## Cosmética
Los olores corporales también se perciben normalmente como algo desagradable. A menudo se producen por la descomposición biológica de sustancias presentes en el sudor. Por ello se han desarrollado tres estrategias para evitar molestias:
- enmascarar el olor con perfumes;
- evitar la transpiración con medios que actúan sobre las glándula sudorípara como la urotropina o algunas sales de aluminio; y
- aplicar sustancias bactericidas como sales de amonio cuaternarias (bromuro de cetiltrimetilamonio etc.)[2]

## Aceites vegetales
La refinación de los aceites vegetales para su uso como aceites de consumo también incluye una etapa de desodorización. Las sustancias odoríferas y también algunas pesticidas o disolventes se liberan mediante destilación con vapor de agua. Para ello se introduce vapor de agua al aceite que anteriormente se había calentado a 200 - 230 °C durante 20 - 60 min. Por tonelada de aceite se necesitan 8 - 12 kg de vapor de agua.